# Kugaluk River (Liverpool Bay)
Der Kugaluk River ist ein 202 km langer Zufluss der Beaufortsee in den Nordwest-Territorien im Norden Kanadas. Der Flussname leitet sich aus dem westkanadischen Inuktitut, eine Inuit-Sprache, ab.

## Verlauf
Der Kugaluk River hat seinen Ursprung in einem etwa 130 m hoch gelegenen namenlosen See etwa 24 km nördlich des Sees Khaii Luk (ehemals Travaillant Lake). Der Kugaluk River fließt in überwiegend nördlicher Richtung durch eine unbewohnte Tundralandschaft jenseits des Polarkreises und mündet schließlich in die Liverpool Bay, eine langgestreckte Bucht, die sich zur Beaufortsee hin öffnet. Unmittelbar oberhalb der Mündung trifft der Miner River von links auf den Kugaluk River.